# Birds of Prey (serie de televisión)
Birds of Prey (título que en castellano significa Aves de presa) es una serie de televisión estadounidense producida en 2002.

## Argumento
Cuando el Joker ataca a Catwoman y a Barbara Gordon (Batgirl), Batman entiende que ha llegado el momento de retirarse. Con Catwoman muerta, Batman se va de Gotham City y Barbara debe replantearse su vida. Debido al disparo de El Joker (más detalles en Batman: The Killing Joke), quedará confinada en una silla de ruedas acabando su doble vida como Batgirl, pero se convertirá en Oracle: una hacker de computadoras que tendrá acceso a información clave para que otros puedan luchar contra el crimen en Gotham.
Barbara Gordon (Dina Meyer) se unirá a la hija secreta de Batman y Catwoman, Helena Kyle, que heredó de su padre el fuerte sentido de justicia y de su madre las habilidades metahumanas. Al final Helena (Ashley Scott) se trasformará en Huntress. Finalmente, una tercera joven se le unirá: una inocente adolescente llamada Dinah (Rachel Skarsten) que tiene visiones, cuando toco a Huntress, sobre la Torre del Reloj, donde Oracle tiene su base de operaciones. Ellas tres son "Birds of Prey" a que hace referencia el nombre de la serie.
También contarán con la inestimable ayuda del siempre fiel mayordomo Alfred (Ian Abercrombie) y del detective de policía Jesse Reese (Shemar Moore) y se enfrentarán a la doctora Harleen Quinzel (Mia Sara), una mujer brillante, pero demente, que fue la socia y novia de Joker, y que ahora que está en la cárcel, sueña con su propio imperio criminal, y cubre su identidad como una psicóloga, la cual atiende, casualmente a Helena Huntress por delitos de bajo nivel y problemas que tenía.

## Lista de episodios
1. Episodio piloto (emisión: 9 de octubre de 2002)
2. Agua (emisión: 16 de octubre de 2002)
3. Presa para el cazador (emisión: 23 de octubre de 2002)
4. Tres aves y un bebé (emisión: 30 de octubre de 2002)
5. Instintos de la madre (emisión: 6 de noviembre de 2002)
6. El primer grito (emisión: 13 de noviembre de 2002)
7. Doble (emisión: 20 de noviembre de 2002)
8. Lady Shiva (emisión: 27 de noviembre de 2002)
9. La naturaleza de la bestia (emisión: 18 de diciembre de 2002)
10. Gladiatrix (emisión: 8 de enero de 2003)
11. Reunión (emisión: 8 de enero de 2003)
12. Miedo al barro (emisión: 19 de febrero de 2003)
13. Ojos diabólicos, 2003)

La serie fue cancelada por baja audiencia, acelerando su cancelación a mitades de la grabación de los episodios. Por eso la serie pasando el episodio 08, hace un "salto" en la historia, siendo un show que lleva su historia episodio a episodio, historia por historia, de repente a comprimir muchos detalles e historias en un solo episodio. Es porque se sabía de la cancelación, y el director decidió tratar de finalizar la serie como había planeado con 7-10 temporadas. quitando infinidad de personajes del universo DC, historias, y demás para finalizar la historia de Helena Kyle y Harleen Quinzel.
Es más que notable que el episodio 13-Ojos Diabólicos, es el más comprimido de todos. Se puede notar que en 1 hora (45 minutos descontando los cortes comerciales) pasan miles de cosas. Harley consigue convertirse en metahumana. luego destruye el lugar de reunion de los metahumanos, lava el cerebro del amigo de Helena, la hipnoza a Helena... podemos decir que hay 13 episodios al menos condensados en ese solo, de manera perfecta que finaliza la historia, y no es una completa locura sin sentido.

## Elenco
- Ashley Scott como Helena Kyle / Huntress (14 episodios, 2002-2003).
- Dina Meyer como Barbara Gordon / Oracle (14 episodios, 2002-2003).
- Rachel Skarsten como Dinah Lance (14 episodios, 2002-2003).
- Shemar Moore como Detective Jesse Reese (14 episodios, 2002-2003).
- Ian Abercrombie como Alfred Pennyworth (10 episodios, 2002-2003).
- Shawn Christian como Wade Brixton (8 episodios, 2002-2003).
- Mia Sara como Dra. Harleen Quinzel (7 episodios, 2002-2003).
- Brent Sexton como Detective McNally (5 episodios, 2002).
- Rob Benedict como Gibson Kafka (4 episodios, 2002-2003).
- Mark Hamill como El Joker (sólo voz) (2 episodios, 2002).
- Roger Stoneburner como El Joker (2 episodios, 2002).
- Álex Alzina como Batman (intro en cada episodio, 2002).
- Sung Hi Lee como Sandra Wu San/Lady Shiva (1 episodio, 2002).
- Kirk Baltz como Clayface (1 episodio, 2003).
- Lori Loughlin como Carolyn Lance/Black Canary (1 episodio, 2002).

## Arrowverso
Ashley Scott repite su papel de Helena Kyle para el evento crossover del Arrowverso "Crisis on Infinite Earths", el cual establece que los eventos de Birds of Prey suceden en la Tierra-203, antes de que el
Anti-Monitor (LaMonica Garrett) la destruya. Dina Meyer también repite su papel como Barbara Gordon, aunque solo en una capacidad vocal no acreditada.